# Лейкоцитоз
Лейкоцитоз — увеличение числа лейкоцитов в единице объёма крови. Может быть физиологическим (например, при пищеварении, беременности) и патологическим — при многих инфекционных и других заболеваниях. Основная биологическая функция лейкоцитов сводится к обеспечению защитных функций организма.

## Норма лейкоцитов в крови
| Возраст             | До 1 года | 1—5 лет  | 5—10 лет | 10—16 лет | 16—20 лет | 20—50 лет | Старше 50 лет |
| Концентрация, 109/л | 6—18      | 5,5—17,5 | 4,5—15,5 | 4,5—13,5  | 4—8       | 4—12      | 3,5—12,5      |

## Причины физиологического лейкоцитоза
- Приём пищи (при этом число лейкоцитов не превышает 10—12⋅109/л)[3]
- Физическая работа, приём горячих и холодных ванн.
- Беременность, роды, предменструальный период[4]
- Курение.
- Стрессы, серьёзные эмоциональные переживания.
- Рацион питания. Некоторые продукты могут влиять на лейкоциты.[5]
- Во второй половине беременности повышение лейкоцитов в крови тоже является нормой.[6]
- Спорт и физические нагрузки всегда приводят к колебанию уровня лейкоцитов в крови.
- Пребывание в условиях горячего воздуха. Это может быть чрезмерное увлечение солнечными ваннами или рабочая обстановка, например, в определенных производственных цехах. Сюда же можно отнести посещение бани и сауны.

По этой причине кровь нужно сдавать натощак, перед «походом в больницу» не стоит заниматься тяжёлой физической работой. Для беременных, рожениц и родильниц установлены свои нормы. То же самое относится и к детям.

## Причины патологического лейкоцитоза
- инфекционные заболевания (пневмония, сепсис, менингит, пиелонефрит и т. д.)[8]
- инфекционные заболевания с преимущественным поражением клеток иммунной системы (инфекционный мононуклеоз и инфекционный лимфоцитоз)
- различные воспалительные заболевания, вызываемые микроорганизмами (перитонит, флегмона и т. д.)

Исключения: некоторые инфекционные заболевания, протекающие с лейкопенией (брюшной тиф, малярия, бруцеллёз, корь, краснуха, грипп, вирусный гепатит в острой фазе). Если в острой фазе инфекционного заболевания отсутствует лейкоцитоз — это неблагоприятный признак, свидетельствующий о слабой реактивности (сопротивляемости) организма.
- воспалительные заболевания немикробной этиологии (ревматоидный артрит, системная красная волчанка и др.)
- инфаркты различных органов (миокарда, лёгких и т. д.) — в их основе лежит асептическое (безмикробное) воспаление
- обширные ожоги
- большая кровопотеря[10]
- злокачественные заболевания (онкология)

Исключения: метастазы в костный мозг могут нарушать кроветворение и вызывать лейкопению
- пролиферативные (лат. proles потомство + ferre нести = разрастание ткани организма в результате новообразования (размножения) клеток) заболевания системы крови (лейкозы и т. д.), но это относится только к лейкемической (более 50—80⋅109/л лейкоцитов) и сублейкемической (50—80⋅109/л лейкоцитов) формам.

Исключения: при лейкопенической (содержание лейкоцитов в крови ниже нормы) и алейкемической (содержание лейкоцитов в крови ниже нормы, отсутствие бластных (незрелых) клеток) формах, лейкоцитоза не будет
- уремия, диабетическая кома
- спленэктомия (удаление селезёнки) — лейкоцитоз 15—20⋅109/л с увеличением количества нейтрофилов до 90 %

- Лейкопения

## Симптомы
Данное состояние часто сопровождается следующими признаками:
- недомогание, усталость;
- умеренная и высокая гипертермия;
- снижение зрения, нарушение сна;
- потеря веса и боли в суставах и мышцах;
- излишнее потоотделение, головокружение, потеря аппетита.

Иногда лейкоцитоз можно выявить лишь при очередном общем анализе крови. Существует ряд малоизученных состояний человека, при которых может повышаться СОЭ, лейкоциты, температура. Как правило, проходит время, и все показатели приходят в норму. Каких-либо проявлений эти отклонения от нормы не имеют.

## Лечение
Порядок лечения лейкоцитоза устанавливает врач после дополнительных обследований. Терапия, прежде всего, направляется на устранение факторов, спровоцировавших повышение уровня лейкоцитов. Отдельного лечения для снижения уровня лейкоцитов в крови не предусматривается.
Если повышенное количество лейкоцитов в крови вызвано физиологическими причинами (неправильным питанием, беременностью, перенапряжением), то для того, чтобы его снизить, необходимо изменить свой образ жизни:
- правильно питаться.
- больше отдыхать.
- избегать переохлаждения или перегрева на фоне пониженного иммунитета.

При выявлении лейкоцитоза ни в коем случае нельзя заниматься самолечением. Данное нарушение может иметь временный характер или свидетельствовать о тяжелых заболеваниях, которые требуют медицинского вмешательства, и только специалист способен выяснить, почему количество лейкоцитов растет и как с этим бороться.